# Grigore Maior

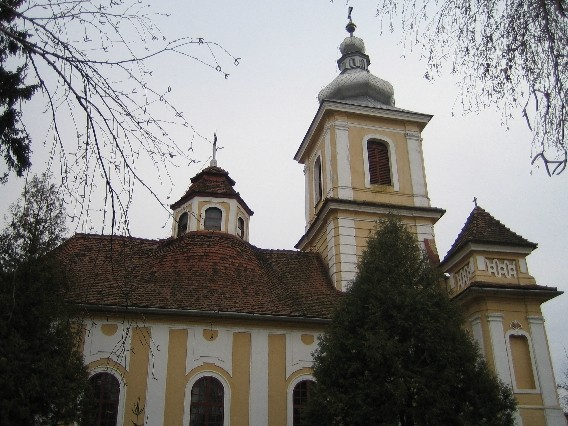
Kościół św. Piotra i Pawła w Sybinie (1778-1788), ufundowany przez biskupa Maiora.

Grigore Maior OSBM (ur. w 1714 w Sărăuad, zm. w lutym 1785 w Alba Iulia) – duchowny greckokatolicki, biskup Fogaraszu i zwierzchnik rumuńskich grekokatolików (1773–1782), działacz religijny, polityczny i społeczny w Siedmiogrodzie.

## Życiorys
Urodził się jako Gavrilă Maior w 1714 r. we wsi Sărăuad na terenie Królestwa Węgier w obrębie monarchii habsburskiej (obecnie gmina Tășnad, okręg Satu Mare w północno-zachodniej Rumunii). Był synem duchownego greckokatolickiego.
Uczył się w Klużu. Następnie biskup Inocențiu Micu-Klein wysłał go na studia do Rzymu, gdzie studiował m.in. na Papieskim Uniwersytecie Urbaniana. Uzyskał stopień doktora teologii i filozofii. Otrzymał święcenia kapłańskie 25 grudnia 1745 r. w kościele św. Atanazego w Rzymie. Po powrocie do Siedmiogrodu osiadł w bazyliańskim klasztorze św. Trójcy w Blaju, gdzie uczył łaciny i węgierskiego.
Po śmierci zwierzchnika siedmiogrodzkiego Kościoła greckokatolickiego, biskupa Făgăraș Petru Pavela Arona, na zwołanym 30 czerwca 1764 r. synodzie elekcyjnym Grigore Maior otrzymał najwięcej głosów. Jednakże z woli cesarzowej Marii Teresy nowym biskupem został Atanasie Rednic. Niezadowolony z takiego obrotu rzeczy Maior szemrał przeciwko powołaniu Rednica. Z tego powodu gubernator siedmiogrodzki Andreas Hadik uwięził Maiora w Sybinie na trzy i pół miesiąca, a później zesłał do klasztoru w Mukaczewie. W 1771 r. udało się Maiorowi ubłagać cesarza Józefa II, który właśnie odwiedzał klasztor. Bazylianin został ułaskawiony i rozpoczął pracę jako cenzor książek w Wiedniu.
Po śmierci Rednica synod elekcyjny w dniu 15 sierpnia 1772 r. ponownie głosował za Maiorem, który tym razem został zaaprobowany również przez cesarzową 27 października 1772 r. Nominację od papieża Klemensa XIV otrzymał 8 marca 1773 r. Został konsekrowany 23 kwietnia 1773 r. w kaplicy pałacowej w Wiedniu przez Vasilija Božičkovicia. Obecna na uroczystości Maria Teresa, będąc pod wrażeniem bizantyjskiego ceremoniału i mowy Maiora, podarowała nowemu biskupowi złoty krzyż (pektorał) i cenny pierścionek.
Grigore Maior został także mianowany doradcą monarchini i obdarzony tytułem „ekscelencja”.
W czasie posługi biskupiej Maiora Maria Teresa założyła Barbareum, pierwsze w Austrii greckokatolickie seminarium duchowne działające przy kościele św. Barbary (1774). Fundacja ta miała oczywiście związek z zajęciem ziem Rzeczypospolitej licznie zamieszkałych przez unitów
Jako zwierzchnik siedmiogrodzkiego Kościoła greckokatolickiego wysłał wielu studentów na studia za granicą, a sam ciężko pracował nad rozbudową Kościoła, pozyskując dla unii znaczną liczbę nowych wsi. Wysiłki biskupa wywołały pretensje ze strony protestantów i prawosławnych, którzy skarżyli się na niego na dworze cesarskim. Grigore Maior popierał również roszczenia socjalne chłopów, które znalazły później swój wyraz w powstaniu Horei, Cloșcy i Crișana (1784). Z tych powodów został zmuszony do dymisji 13 marca 1782 r.
Do końca życia przebywał w klasztorze w mieście Alba Iulia, otrzymując pensję w wysokości 1500 florenów rocznie. Zmarł w lutym 1785 r. Został pochowany w krypcie katedry Świętej Trójcy w Blaju.